# Парламентские выборы в Джибути (2018)
Парламентские выборы 2018 года в Джибути прошли 23 февраля. Оппозиция, включая некоторые партии из альянса Союз за национальное спасение, который получил на предыдущих выборах 10 мест парламента, бойкотировала выборы.
По официальным данным правящая коалиция Союз за президентское большинство (UMP) получила 57 из 65 мест парламента. Оппозиционная Союз за демократию и справедливость — Джибутийская партия развития (UDJ-PDD) получила 7 мест. В трёх избирательных округах Союз за президентское большинство был единственной представленной партией.

## Избирательная система
Национальная ассамблея Джибути состоит из 65 депутатов, которые переизбираются каждые пять лет. Начиная с выборов 2013 года, 80 % мест распределяются по мажоритарной системе. Остальные 20 % мест — по пропорциональной системе между партиями, набравшими по крайней мере 10 % голосов.
Квота для женщин была повышена до 25 %, по сравенению с 10 % на предыдущих выборах.

## Результаты
| Партия                                                                              | Партия                               | Голоса  | %     | Места | +/- |
| ----------------------------------------------------------------------------------- | ------------------------------------ | ------- | ----- | ----- | --- |
|                                                                                     | Союз за президентское большинство    | 105 278 | 87,83 | 57    | +2  |
|                                                                                     | UDJ-PDD                              | 13 088  | 10,92 | 7     |     |
|                                                                                     | Центр объединённых демократов        | 811     | 0,68  | 1     | +1  |
|                                                                                     | Республиканский альянс за демократию | 684     | 0,57  | 0     |     |
| Недействительные/пустые бюллетени                                                   | Недействительные/пустые бюллетени    |         | -     | -     | -   |
| Всего                                                                               | Всего                                | 119 861 | 100   | 65    | 0   |
| Зарегистрированных избирателей/Явка                                                 | Зарегистрированных избирателей/Явка  | 194 169 | 67,10 | -     | -   |
| Источник: Presidency of Djibouti Архивная копия от 15 марта 2018 на Wayback Machine |                                      |         |       |       |     |